# U-KISS
U-KISS (ユーキス?) (en hangul, 유키스) es una boy band surcoreana formada en 2008. Su nombre es un acrónimo de Ubiquitous Korean International idol Super Star.  
Su debut musical fue con el miniálbum 'N-Generation' (2008), que produjo el éxito 'Not Young'; su segundo miniálbum fue Bring It Back 2 Old School (2009), mientras que el tercero fue ContiUkiss (2009) que produjo su éxito, Man Man Ha Ni. En 2010, lanzan su cuarto miniálbum titulado Break Time (2010) que produjo el éxito, Shut Up!
El grupo ha lanzado dos álbumes de larga duración, cinco sencillos extendidos y varios sencillos. Su primer álbum, Only One, fue lanzado en 2010 e incluía uno de sus mayores éxitos, Bingeul Bingeul.  
En el año 2011 el grupo lanzó su segundo álbum titulado Neverland. 
Su quinto registro musical titulado Bran New Kiss (2011), cuenta con los dos nuevos miembros poco después de que Alexander y Kibum dejaron el grupo. El disco incluía 0330, un sencillo hip-hop del compositor Kim Tae Hyun, quien ya había colaborado en Shut Up!!. En 2011, U-KISS firmó en Avex Japón para su debut en Japón, debutando en el Atamix Power y lanzado varios sencillos y miniálbumes
Su debut formal en Japón fue el 14 de diciembre de 2011 con el lanzamiento de su sencillo Tick Tack. El segundo sencillo se titula Forbidden Love, mientras que su primer LP en japonés es A Shared Dream (2012). Oricon publicó en 2012 que U-KISS logrado altas ventas de álbumes en Japón, junto con otros grandes artistas como Girls' Generation y Kara.
El grupo también participó en varios Reality Shows, como You Know U-KISS, U-KISS Vampire, U-Kiss Chef. Su maknae, Shin Dongho, participó en diversos programas como Raising Idol, Idol League, Real School y Real Family y de películas como My Black Mini Dress , Hong Gil Dong.Don't cry mommy y Holyland. Es el único grupo coreano incluido en el evento 40. Este grupo ha visitado Colombia, Perú y México, y los mismos les dieron una gran bienvenida.
Actualmente los únicos miembros de la agrupación original que aún permanecen en el grupo son Alexander, Soohyun y Eli.

## Discografía

### Miniálbumes
- N-Generation  (2008)

1. (Intro) Pump Pump
2. Not Young
3. Give It To Me
4. Not Young (Instr.)

- Bring It Back 2 Old School  (2009)

1. (Intro) On Fire
2. I Like You
3. Talk To Me
4. I Like You (Instr.)

- Conti U-Kiss  (2009)

1. Intro
2. Am I That Easy?
3. Ok!
4. Am I That Easy? (Inst.)

- BREAK TIME  (2010)

1. Before Yesterday
2. Shut Up!!
3. Light It Up
4. Rock ‘Ya Body
5. Avatar
6. Shut Up!! (Inst.)

- Brand New Kiss  (2011)

1. It's Time (Intro)
2. 0330
3. Words That Hurt Me...
4. Every Day
5. I Don't Understand
6. Miracle

- DORADORA  (2012)

1. DoraDora
2. 4U (For You)
3. When Love Stops
4. Amazing
5. Tick Tock (Out Of Time) (Korean Ver.)
6. DoraDora (Instr.)

- The Special to KISSME  (2012)

1. Believe
2. Te Amo
3. It Must Be Fate
4. Let's Get
5. Believe (Instr.)

- STOP GIRL  (2012)

1. IMMA NEW THANG (INTRO)
2. Stop Girl
3. Time To Go
4. Remember(acoustic ver.)
5. Sexy Baby
6. Stop Girl (english ver.)
7. Stop Girl (inst.)

- MOMENTS (2013)

1. Intro
2. Mysterious Lady
3. 내 여자야 (She's Mine)
4. 불꺼 (Lights Out)
5. Hey Man
6. 잠깐만 (Wait)
7. 내 여자야 (She's Mine) (INST.)

ONLY YOU (2013)
1. Only You
2. Nobody
3. One Love
4. Don't Act Innocent

MONO SCANDAL (2014)
- Quit Playing
- One
- Come Back to Me
- Not Without You
- Quit Playing (Inst.)
- Come Back to Me (Inst.)

Sweetie(2014) 
- Sweetie
- If

Always (2015)
- Smart Love
- Playground
- Want You Back
- Squeaky Squeaky

Stalker(2016)                                                                                                                                                                                                                                                                                                                            
- Favorite girl
- Stalker
- 눈을 감아도
- Heartless
- Take It Slow
- Stalker (Inst.)

### Álbumes
- Only One  (2010)

1. Intro
2. Bingeul Bingeul
3. Without You
4. What
5. Bang Bang Bang
6. Dancing Floor
7. Am I That Easy (Remix)
8. OK! (Remix)
9. I Like You (Remix)
10. Talk to Me (Remix)
11. Not Young (Remix)
12. Give It to Me (Remix)
13. Bingeul Bingeul (Inst.)
14. What (Inst.)

- Neverland  (2011)

1. Intro
2. Neverland
3. Baby Don't Cry
4. Someday
5. Take Me Away (Hoon & Kevin duo)
6. On The Floor
7. Love Of A Friend
8. Story of April (feat. EunYoung [Brave Girl]) (SooHyun solo)
9. Obsession (AJ & Kiseop duo)
10. Top That
11. Tell Me Y (feat. SWIN) (Dongho & Eli duo)
12. We'll Meet Again (feat. PARAN)
13. Someday (Inst.)

- Collage  (2013)

1. Step by Step (Intro)
2. Standing Still
3. Can’t Breath
4. Missing You
5. Bad
6. More Painful than Pain [Soohyun & Hoon duo]
7. My Reason (Kevin solo)
8. Party All The Time (AJ & Eli duo)
9. Sweety Girl
10. Cause I Love You
11. More Painful than Pain [Inst.]
12. Standing Still (Inst.)

- First Kiss  (2011)

1. INTRO
2. Bingeul Bingeul
3. Without You
4. What?
5. Bang Bang Bang
6. Dancing Floor
7. Man Man Ha Ni
8. OK!
9. Kimi Ga Suki
10. Talk To Me
11. Kodomo Janai
12. Give It To Me

- A Shared Dream  (2012)

1. Tick Tack
2. Forbidden Love
3. Show Me Your Smile
4. We Set off!
5. A Shared Dream
6. The Sound of Magic
7. Orion
8. Eeny, Meeny, Miny, Moe
9. Man Man Ha Ni -Japanese ver.-
10. Bingeul Bingeul -Japanese ver.-
11. Shut Up!! -Japanese ver.-
12. Believe

- Inside øf Me  (2013)

1. Intro -Something Special-
2. Alone -con AJ-
3. Real Love
4. The Only One
5. Passage
6. Interlude I
7. Possesion
8. Play Back
9. Distance -con AJ-
10. Thousand miles Away
11. Dear My Friend
12. One Of You
13. Interlude II -Now and Forever-
14. Inside øf Me

- Memories (2014)

1. FLY HIGH ～Intro～
2. Break up
3. Bungee Jump
4. Fall in Love
5. Spring Rain
6. Standing Still -Japanese version-
7. nightmare
8. Crazy 4 U (Soohyun, Kiseop y Hoon)
9. Baby, Touch Me
10. Shape of your heart
11. SOMEDAY -Japanese version-
12. Never End Ending
13. Ballade Medley ～The Grand Takt Kiss

- Action (2015)

1. Black Hole ～Intro～
2. Feel It
3. Love On U
4. Action
5. Sweetie
6. If...
7. Brave
8. Jackpot
9. Head Up High
10. Once Call Away
11. もう一度 (Mouichido - Once More)
12. You Are The Reason ～Ending～

## Temas para Dramas
- RUN A WAY tema para Manhole (2017)
- Erase tema para Hero (2012)
- Remember tema para Syndrome (2012)
- Always/Kiss Me tema para Real School (2011)
- I Can Do It tema para Call of the Country (2010)

## Conciertos/Tours
- U-KISS Standing Concert (2010)
- U-KISS 1st Kiss Live Concert (2010)
- U-KISS 1st Japan Live Tour (2012)
- U-KISS Japan Live Tour "A Shared Dream - Special Edition" (2012)
- U-KISS Live In Tokyo (2012)
- U-KISS Latinoamérica Tour (2013)
- U-KISS Japan Live Tour "Inside Of Me" (2013)
- U-KISS 1st U.S. Tour (2014)
- U-KISS Japan Live Tour "Memories" (2014)
- U-KISS "Scandal" In Europe Tour (2014)
- U-KISS "Returns" In Tokyo (2014)
- U-KISS Japan Live Tour "Action" (2015)
- U-KISS Japan Live Tour "One Shot" (2016)

## Premios
- 2008 : Asia Song Festival : Asian Rookie Award
- 2008 : Asia Song Festival : Influential Asian Artist
- 2008 : 5th Asia Song Festival : Premio al novato de Asia
- 2010 : Channel-V Awards : Grupo Ídolo Extranjero más potencial (Taiwán)
- 2011 : 11th Asia Song Festival : Artista más Influyente en Asia
- 2011 : SBS MTV Best of the Best Awards : Mejor video musical (Artista Masculino)
- 2011 : 12th Korean Video Daejun : Más Fotogenico del año
- 2012 : 'Arirang Simply K-Pop': Best International Group
- 2012 : Eat Your Kimchi Awards : Best Male Group
- 2013 : SBS PopAsia Awards: Best Male Group 2013
- 2015 : SBS MTV The Show China Choice: U-KISS Playground

## Programas de TV
- 2013: After School Club (Soo Hyun, Kiseop, Eli, AJ, Hoon y Kevin)
- 2013: Especiales Telehit (México)
- 2013: Kanzume.
- 2013: U-KISS Me.
- 2013: After School Club (Eli, AJ y Kevin).
- 2012: Arirang Special "K-pop Animo" (Soo Hyun, Kiseop, Eli, Hoon, Kevin, AJ, Dongho)
- 2012: U-KISS Buzz.
- 2012: Kpop By LG (Colombia)
- 2012: Gurupop Show (Episodio 9, sin AJ).
- 2012: Seri's Star Kitchen.
- 2012: Dos Sapos una Reina (Perú).
- 2012: Weekly Idol.
- 2012: Idol Wrestling.
- 2012: Arirang Tour Stars Road.
- 2012: The Beatles Code (Soo Hyun, Kevin y Dong Ho junto a Hyorin y Soyou de Sistar).
- 2012: Studio C.
- 2012: Han Love.
- 2012: Made In Japan.
- 2011: My Story.
- 2011: Oh My School (Episodio 26 Soo Hyun, Hoon y Dong Ho).
- 2011: Show Show Show.
- 2011: The Beatles Code.
- 2011: Infinity Girls.
- 2011: Dream Team (Soo Hyun y Hoon).
- 2010: We Are Dating (Eli, Soo Hyun, Alexander y Girl’s Day).
- 2010: U-KISS Chef.
- 2010: Raising Idol (Eli y Dong Ho).
- 2010: U-KISS Vampire.
- 2010: Good Day.
- 2010: Made In BS Japan
- 2010: Midnight Idols.
- 2010: Dream Team Season 2 (Eli y Alexander).
- 2010: Bouquet (Episodio 4).
- 2010: Idol League (vs. ZE:A).
- 2010: Pops In Seoul (Kevin, Eli y Alexander).
- 2010: Shin PD.
- 2009: You Know U-KISS.
- 2009: All About U-KISS.
- 2009: Kiss the Dream.
- 2009: Pops In Seoul (Kevin, Eli y Alexander).
- 2009: Idol Maknae Rebellion (Dong Ho).

## Subunidad

### Álbumes
- Should Have Treated You Better  (2013)

1. Intro
2. Should Have Treated You Better
3. It’s Been A Long Time
4. Standing Still (Remix)
5. I Can’t Breathe
6. Missing You
7. Party all the time (Remix)
8. Sweety Girl (Remix)
9. Because I Love You
10. Should Have Treated You Better (Inst.)
11. It’s Been A Long Time (Inst.)